# Jevremovac
Jevremovac (srbsko Јевремовац) je naselje v Srbiji, v občini Šabac, v Mačvanskem okrožju. Po popisu iz leta 2002 je naselje imelo 3,310 prebivalcev.

## Prebivalstvo
V naselju Jevremovac živi 2571 polnoletnih oseb, povprečna starost prebivalcev pa je 35.9 leta (35.6 za moške in 36.1 za ženske). V naselju je 967 gospodinjstev, povprečno število oseb v enem gospodinjstvu je 3.42.

## Demografija
V naselju, katerega izvirno (srbsko-cirilično) ime je Јевремовац, živi 2571 polnoletnih prebivalcev, pri čemer je njihova povprečna starost 35,9 let (35,6 pri moških in 36,1 pri ženskah). Naselje ima 967 gospodinjstev, pri čemer je povprečno število članov na gospodinjstvo 3,42.
To naselje je, glede na rezultate popisa iz leta 2002, večinoma srbsko, a v času zadnjih 3 popisov je opazen porast števila prebivalcev.
|  |

| Demografija | Demografija     | Demografija     |
| Leto        | Št. prebivalcev | Št. prebivalcev |
| ----------- | --------------- | --------------- |
|             |                 |                 |
|             |                 |                 |
|             |                 |                 |
|             |                 |                 |
| 1948        | 734             |                 |
| 1953        | 838             |                 |
| 1961        | 1041            |                 |
| 1971        | 1234            |                 |
| 1981        | 1940            |                 |
| 1991        | 2877            | 2769            |
| 2002        | 3436            | 3310            |
|             |                 |                 |

| Etnična sestava po popisu iz leta 2002 | Etnična sestava po popisu iz leta 2002 | Etnična sestava po popisu iz leta 2002 | Etnična sestava po popisu iz leta 2002 | Etnična sestava po popisu iz leta 2002 |
| -------------------------------------- | -------------------------------------- | -------------------------------------- | -------------------------------------- | -------------------------------------- |
| Srbi                                   | Srbi                                   |                                        | 3.237                                  | 97,79%                                 |
| Jugoslovani                            | Jugoslovani                            |                                        | 8                                      | 0,24%                                  |
| Hrvati                                 | Hrvati                                 |                                        | 6                                      | 0,18%                                  |
| Črnogorci                              | Črnogorci                              |                                        | 2                                      | 0,06%                                  |
| Nemci                                  | Nemci                                  |                                        | 1                                      | 0,03%                                  |
| Makedonci                              | Makedonci                              |                                        | 1                                      | 0,03%                                  |
| Neznano                                | Neznano                                |                                        | 46                                     | 1,38%                                  |